# XXYYXX
XXYYXX, właściwie Marcel Everett (ur. 31 października 1995) – amerykański producent muzyczny i artysta związany z muzyką electro.

## Życiorys
Swoją muzykę tworzy w sypialni, używając programów FL Studio i Ableton Live.
Jego styl jest często porównywany do stylu muzyków takich jak Clams Casino, Zomby, Burial, James Blake czy The Weeknd. XXYYXX stworzył również remixy dla takich artystów, jak Tinashe i Usher. 
W 2014 roku skomponował piosenkę zatytułowaną "What We Want" specjalnie dla gry Grand Theft Auto V. Owa piosenka została zawarta w rozszerzonej wersji ścieżki dźwiękowej, która była częścią ponownego wydania gry dla komputerów stacjonarnych i konsol. XXYYXX był główną gwiazdą festiwalu San Francisco Noise Pop Festival w lutym 2013 roku.

## Dyskografia

### Albumy
- Still Sound (2011)
- XXYYXX (2012)
- Mystify (2012)

### Single
- "Angel" (2013)
- "Pay Attention" (2013)

### Występy gościnne, minialbumy i splity
- DOLOR (2012)
- EP Split (with Ruddyp) (2012)[11]
- "Even Though" feat. Giraffage (2012)

### Remiksy
- Tinashe – "Let You Love Me" (2012)[5]
- Usher – "Climax" (2012)[6][7]
- Waka Flocka Flame – "Purp in da Drank" (2012)
- Beyonce – "Check on It" (XXYYXX Remix)
- SALES – "toto" (XXYYXX remix)[12]
- Anneka – "Over Done" (XXYYXX Remix)[13]